# Obed Rincón
Obed Isaí Rincón López (4 de febrero de 1985, Monterrey, Nuevo León, México) es un exfutbolista mexicano que jugaba como Defensa.

## Carrera

### Club Necaxa
Obed Rincón empieza su carrera futbolista en las Fuerzas básicas del Necaxa. En el 2008 es convocado para tomar parte del primer equipo en el torneo Apertura 2000, Rincón debutó en la Jornada 11 contra Pachuca. Ese torneo jugaría solo 3 partidos con un total de 1173 minutos. En el clausura 2009 desciende el Necaxa a la Liga de Ascenso de México después de terminar último lugar de la porcentual. En la liga de ascenso logra salir Bi Campeón con el Necaxa en el Apertura 2009 y en el Bicentenario 2010 así logrando el ascenso a la Primera División de México. De regreso en primera participa en 10 de los 107 partidos todos de titular anotando 1 gol en el Apertura 2010.Para el Clausura 2011 Participa en 60 de los 170 partidos todos de titular pero no le alcanza al Club Necaxa para mantener la categoría y desciende por segunda vez.

### Puebla Fútbol Club
Al terminar el Clausura 2011 Obed no desciende con Club Necaxa y ficha con el Puebla Fútbol Club.

## Clubes
| Club                   | País   | Año         |
| ---------------------- | ------ | ----------- |
| Club Necaxa            | México | 2008-2011   |
| Puebla Fútbol Club     | México | 2011 - 2013 |
| Reboceros de La Piedad | México | 2013        |
| Atlético San Luis      | México | 2013        |
| Zacatepec Siglo XXI    | México | 2015 - 2017 |
| Sin equipo             | México |             |